# 田所陽向
田所陽向（日语：／ Tadokoro Hinata，1992年10月16日—）是日本的男性聲優。東京都出身。81 Produce所屬。

## 人物
就讀AMUSEMENT MEDIA綜合學院聲優藝人學科第二年時在《妖精劍士f》飾演妖聖手下。2014年從AMUSEMENT MEDIA綜合學院畢業。2015年4月1日加入81 Produce。

## 演出作品
※粗體字為主要角色。

### 電視動畫
2015年
- 魔法少女奈葉ViVid（教練）
- Classroom☆Crisis（護衛B、董事A、董事、雄二部下D）
- 終物語（同學）
- 決鬥大師VSR（ランボンバー、黑服A、謎之聲）

2016年
- 決鬥大師VSRF（男性記者、廣播、禁斷V）
- 未來卡片 戰鬥夥伴DDD（ギガドロイド ビーゲスト）
- HUNDRED百武裝戰記（扎德·赫夫曼）
- 魔奇少年 辛巴達的冒險（官員B、騎士C、男A）
- 菇菇～世界的朋友～（島菇菇）
- ViVid Strike!（取材記者B）

2017年
- élDLIVE宇宙警探（élDLIVE幹部、毛茸茸、達札姆星人、廣播DJ、塔羅）
- 小魔女學園（客、米諾陶洛斯）
- BanG Dream!（醫生）
- 從零開始的魔法書（魔術師A、十三號的手下、牛的墮獸、魔術師團C、魔術師團D）
- 100%帕斯卡老師（暴走男2、惡魔、移動城帕斯卡、格里高利、警察帕斯卡）
- 機動救急警察（作業員）
- 活擊 刀劍亂舞
- 跳水男孩（坂井久志）
- 梵諦岡奇蹟調查官（觀眾）
- 舞動青春（舞者、安堂勳、男性客A）
- URAHARA（群眾）
- 夢幻慶典R（男性）

2018年
- POP TEAM EPIC（HellShake矢野）
- 擅長捉弄人的高木同學（田邊老師[5]）
- 一人之下 羅天大醮篇（極雲）
- DARLING in the FRANXX（事務員）
- 齊木楠雄的災難 第2期（男學生D、高宮）
- Classica Loid 第2期（男）
- 東京喰種:re（阿藤大介、舞路）
- 蒼天之拳 REGENESIS（協會員、青幫成員1、青幫成員2、船員、政府兵7）
- 刀劍神域外傳Gun Gale Online（玩家）
- 黃金神威（野間、土方的手下們）
- 中間管理錄利根川（黑服）
- 暮光幻影（客人B）
- 天狼 Sirius the Jaeger（昭元二郎[6]、車掌）
- 終將成為妳（男性教師）
- 魔法禁書目錄Ⅲ（野母崎[7]、大男）
- 我讓最想被擁抱的男人給威脅了。（大水利一郎）
- JoJo的奇妙冒險 黃金之風（喬魯諾的父親）
- 寄宿學校的茱麗葉（男學生）
- Radiant（住民A、醫生）
- INGRESS THE ANIMATION（休倫警備員、休倫特殊部隊）

2019年
- 閃電十一人 獵戶座的刻印（歌藍·費西利亞）
- 聖鬥士星矢 聖鬥少女翔（銀蠅座的迪奧）
- revisions（警察官〈回想〉、柴田記者、中年男性、牟田一派4、廣播人員）
- 輝夜姬想讓人告白～天才們的戀愛頭腦戰～（教師）
- Endro～！（四天王B）
- 荒野的壽飛行隊（菁英興業社員）
- 我們真的學不來！（店長）
- Fairy Gone（警備員）
- 賢者之孫（魔人）
- 文豪Stray Dogs 第3期（部下）
- KING OF PRISM -Shiny Seven Stars-（Schwartz Rose的星探）
- 炎炎消防隊（消防隊長、住民）
- 戰姬絕唱SYMPHOGEAR XV（研究員A，緒川總司）
- 擅長捉弄人的高木同學2（田邊老師）
- 科學一方通行（亡本裏藏）
- 普通攻擊是全體二連擊，這樣的媽媽你喜歡嗎？（耳語A）
- 這個勇者明明超TUEEE卻過度謹慎（警備神）
- 機獸戰記 狂野爆發 ZERO（小隊長、士兵）
- 入間同學入魔了（亞麥依蒙）
- 碧藍幻想 The Animation Season 2（ガルシア）
- 我們真的學不來！ 第2期（店長）
- Fairy Gone 第2期（ゴンザレス）
- 巴比倫（記者）
- 夢幻之星Online2 EPISODE ORACLE（副官）

2020年
- ARGONAVIS from BanG Dream! ANIMATION（吉爾伯特）
- 星光頻道（爬爬國王）
- 籃球少年王（花園的父親）
- 別對映像研出手！（空調管理部）
- 魔術士歐菲 流浪之旅（護林員）
- number24（財津岳十[8]）
- 辣妹與恐龍（帥哥俳優、伸町武矢）
- 夢夢貓（部下C）
- 動物新世代 BNA（獸人狩B）
- 阿拉德 逆轉之輪（祭司）
- 高校之神（美羅的父親）
- 魔物娘的醫生（職人）
- 王之逆襲 意志的繼承者（祖卡）
- 憂國的莫里亞蒂（理髮師）
- 動物新世代 BNA（獸人獵捕者）

2021年
- 工作細胞!!（白血球1）
- 關於我轉生變成史萊姆這檔事 第2期（伊薩克）
- 暮蟬悲鳴時業（番犬）
- EX-ARM（アリスタリフ、重役B）
- IDOLY PRIDE（觀眾B、記者B、觀眾C）
- BACK ARROW（琉托市民男性）
- SSSS.DYNAZENON（倫理教師、電視節目旁白β、男性旁白、旁白α）
- 魔卡派對（傑夫·瓊斯）
- 奇巧計程車（男性A、男性B、上司、男性、主持人、警官）
- 憂國的莫里亞蒂（男貴族B、強盗首領、ヤード、酒保、記者）
- 戰鬥員派遣中！（士兵）
- TSUKIPRO THE ANIMATION 2（數寄川零）
- 給不滅的你（觀眾）
- 歌劇少女!!（同班男同學B）
- 暗夜第六感 2041（保安隊員A）
- 國王排名（德魯西、魔神、阿暴）
- 藍色時期（龍二的父親）
- Muv-Luv Alternative（鎧衣左近）

2022年
- 擅長捉弄人的高木同學3（田邊老師）
- 泡泡糖忍戰（ギャング）
- 秘密內幕～女警的反擊～（若頭）
- 失格紋的最強賢者（士兵）
- 平凡職業造就世界最強 2nd season（魔人族）
- 薔薇王的葬列（沃里克的父親）
- 境界戰機（葛瑞格利·卡特蘭）
- 作為女主角！～被討厭的女主角與秘密的工作～（美容師A）
- Estab-Life Great Escape（囚人）
- RWBY 冰雪帝國（ガイスト）
- 受讚頌者 二人的白皇（迪科嘭嘭兵）
- 鏈鋸人（番茄惡魔）

2023年
- REVENGER（部下A、同心A、刀使、賭徒A、唐人A、賭徒、人足）
- 萬事屋齋藤先生轉生異世界（吉布爾[9]）
- 大雪海的卡納（亞特蘭德士兵、瓦爾基亞士兵）
- 百萬噸級武藏 第2期（操作員）
- 女神咖啡廳（業者B）
- 地獄樂（陸郎太）
- 屍體如山的死亡遊戲（美咲的父親、上班族、警官、吹火蟲）
- 帶著智慧型手機闖蕩異世界。2（巴祖魯將軍）
- 國王排名 勇氣的寶箱（德魯西[10]）
- 久保同學不放過我（Sword×Magic影集旁白）
- 黃金神威 第4期（野間）
- MIX 2ND SEASON ～第二個夏天，邁向晴空～（部員A）
- 轉生成自動販賣機的我今天也在迷宮徘徊（追手B）
- 名偵探柯南（勝見望）
- 盾之勇者成名錄 Season3（特帕克C）
- 希望的力量～成年光之美少女'23～（秘書室長）
- 七大罪 啟示錄四騎士（村人）
- SPY×FAMILY間諜家家酒（福蘭克林·珀金）
- B-PROJECT～熱烈*Lovecall～（總製作人）
- 重生者的魔法一定要特別（艾絲特班男）
- 勇者赫魯庫（火車司機）
- 位於戀愛光譜極端的我們（輕浮男B）
- 神明選拔（超久保）

2024年
- 迷宮飯（保鑣）
- 我獨自升級（服役者）
- 七大罪 啟示錄四騎士（聖騎士）
- 怪獸8號（海老名）
- 擅長逃跑的殿下（北条高時）
- 魔王軍最強的魔術師是人類（居民C）
- 黃昏光影（土谷功緒）

2025年
- 黑岩目高不把我的可愛放在眼裡（玲牛老師、男子学生A）
- 魔法製造者～異世界魔法的製作方法～（冒險者）
- 受到猩猩之神庇佑的大小姐受到王立騎士團寵愛（維克多·沃爾克[11]）

### 電影動畫
- 劇場版 擅長捉弄人的高木同學（田邊老師）

### 網路動畫
2016年
- BROTHERHOOD FINAL FANTASY XV（露天店主、護衛）

2018年
- 異世界居酒屋〜古都艾塔莉亞的居酒屋阿信〜（格格里斯、客人）
- 大魚海棠
- 怪物彈珠 動畫（2018年 - 2019年 須戶育三、天使兵、騎士A、司令官、惡魔、國民、樂希爾士兵、粗暴者）

2020年
- 日本沉沒2020（風間優）
- 哈利路亞 -命運的選擇-（議員）

2021年
- 極道主夫（黑道C）
- 終末的女武神（阿瑞斯、神明）

2023年
- 終末的女武神II（阿瑞斯）

2025年
- 終末的女武神III（阿瑞斯[12]）

### 遊戲
2013年
- 妖精劍士f
- 怪物彈珠（2013年 - 2023年 奧丁、宙斯、多利亞德、比傑拉、勝海舟、約翰萬次郎、西鄉隆盛、東尼綠川、螃蟹怪人 克拉布隆、Dr.佐爾格、戴斯亞克、V龍、歐西里斯、別西卜、百地三太夫、翠龍、聖誕老人、武藏坊弁慶、源賴朝、辛巴達、方塊K、索爾、腐亂犬比利、阿瓦隆、源內、推土機黑魯、多情的性感蘿拉、古世界之終 巴貝爾、卡拉卡拉皇帝、古爾德雷、曹操、唐吉訶德、布里阿瑞歐、死亡經理人 穆許、摩洛、生剝鬼、號誌鬼、柳生十兵衛、納丘斯、戰鬥筆盒、羅賓漢、美帝吉拉菲奴、千夜一夜的英雄 阿拉丁、哥迪&巴迪、聞仲、戀愛中的妲己粉絲★紂王、八岐大蛇、本多忠勝、德弗扎克、詛咒之房、安東尼・D、托特、法老、尤彌爾、堤格諾斯）

2015年
- 危險戀情搜查室〜Eternal Happiness〜（主人公的父親、業平）
- 幻獸契約Cryptract（丹塔利翁、豪瑟[13]）
- 新約Arcana Slayer
- 魔女異聞錄：伊絲塔利亞傳說（犬神[14]）

2016年
- 怪盗夜想曲（布魯諾[15]）
- 問答RPG 魔法使與黑貓維茲（札哈爾·薩哈洛夫、羅古歐茲）
- 少女與龍 -幻獸契約Cryptract-（豪瑟[16]）
- 星海遊俠：回憶（吉帝歐、海因里希）
- 拉普拉斯的神子（尼札姆）
- 潛空之復國記（布魯塔斯）
- SOUL REVERSE ZERO[17]
- 夜幕射手（亞古洛、布魯卡諾斯）

2017年
- 女神戰記（墨丘利）
- PaniPani（鈴木正道寺）

2018年
- Princess Connect！Re:Dive（店主）

2024年
- 東京謎影者（御堂亞嵐）

### 廣播劇CD
- 偶像大師 灰姑娘女孩「Treasure of Exploration」（工作人員）※電視動畫BD、DVD第6卷 完全生產限定版特典廣播劇CD

### 配音
2019年
- 爱x死x机器人（Sam，《冰河时代》；Corpora Pogodin《秘密战争》；Micky，《吸魂者》；Platoon Sergeant，《变形者》）

## 外部連結
- 事務所公開簡歷 （页面存档备份，存于）（日語）
- 田所陽向的X（前Twitter）（日語）